# هنري إدواردز (لاعب كريكت)
هنري إدواردز (بالإنجليزية: Henry Edwards)‏ (20 يوليو 1861 في المملكة المتحدة - 22 يونيو 1921 في المملكة المتحدة) هو لاعب كريكت بريطاني (وحمل سابقاً جنسية المملكة المتحدة لبريطانيا العظمى وأيرلندا). لعب مع نادي مقاطعة ساسكس للكركيت ‏.

## وصلات خارجية
- هنري إدواردز على موقع إي آس بي آن كريك إنفو (الإنجليزية)